# Jerry Akaminko
Jeremiah Akaminko známý jako Jerry Akaminko (* 2. května 1988, Accra) je ghanský fotbalový obránce a reprezentant. V současnosti působí v tureckém klubu Eskişehirspor.
V roce 2008 se stal ghanským obráncem roku.

## Klubová kariéra
V srpnu 2008 přestoupil z ghanského klubu Heart of Lions do tureckého prvoligového Ordusporu, kde podepsal dvouletou smlouvu. V letech 2011–2012 hrál za druholigový turecký Manisaspor. V srpnu 2012 přestoupil za 1,35 milionu eur do prvoligového Eskişehirsporu.

## Reprezentační kariéra
Jerry Akaminko debutoval v A-týmu Ghany 1. června 2012 proti Lesothu, kde jedním gólem pečetil v nastaveném čase vysokou výhru svého týmu 7:0.